# Всероссийский научно-исследовательский институт физиологии, биохимии и питания животных
Всероссийский научно-исследовательский институт физиологии, биохимии и питания животных — головное научное учреждение Российской Федерации в области фундаментальных, методологических и прикладных проблем биохимии, физиологии, биотехнологи и питания животных.
Полное наименование: Всероссийский научно-исследовательский институт физиологии, биохимии и питания животных — филиал Федерального государственного бюджетного научного учреждения «Федеральный научный центр животноводства — ВИЖ имени академика Л. К. Эрнста».
Сокращенное наименование: ВНИИФБиП.
С декабря 2013 года ВНИИФБиП входит в число организаций, подведомственных Федеральному агентству научных организаций (ФАНО России).

Научно-методическое руководство деятельностью ВНИИФБиП осуществляет Российская академия наук.
В соответствии с Приказом ФАНО России № 739 от 30.12.2016 г. Федеральное государственное бюджетное научное учреждение «Всероссийский научно-исследовательский институт физиологии, биохимии и питания животных» реорганизовано в форме присоединения с 27.07.2017 в форме обособленного подразделения: Всероссийский научно-исследовательский институт физиологии, биохимии и питания животных — филиал Федерального государственного бюджетного научного учреждения «Федеральный научный центр животноводства — ВИЖ имени академика Л. К. Эрнста».
Институт несколько раз переименовывался:
- Всесоюзный научно-исследовательский институт физиологии и биохимии сельскохозяйственных животных (1960);
- Всесоюзный научно-исследовательский институт физиологии, биохимии и питания сельскохозяйственных животных (1970);
- Всероссийский научно-исследовательский институт физиологии, биохимии и питания сельскохозяйственных животных (1992);
- Всероссийский научно-исследовательский институт физиологии, биохимии и питания животных (2014).

Комплекс зданий ВНИИФБиП располагается в Боровске на территории объекта культурного наследия России «Парк текстильной фабрики Занегина».

## История
Всесоюзный научно-исследовательский институт физиологии и биохимии сельскохозяйственных животных создан в соответствии с приказом Министерства сельского хозяйства № 157 от 15 августа 1960 года. В приказе указывалось, что институт создается для разработки теоретических основ дальнейшего развития животноводства и подготовки научных кадров по физиологии и биохимии сельскохозяйственных животных.
Первоначально институт располагался в Москве, затем через год перебазировался в Боровск и занял старое здание техникума механизации сельского хозяйства на окраине города.
За десять лет была построена радиохимическая лаборатория, современный лабораторный корпус, два физиологических двора. Сотрудники получили три новых дома.

Памятная доска в честь Н. А. Шманенкова, установленная 08.10.2016 в вестибюле ВНИИФБиП

В 1970 году научные исследования проводились уже в 17 лабораторий: газоэнергетического и межуточного обмена, аминокислот и белка, нейрогуморальной регуляции, биосинтеза мяса, лактации, пищеварения, оплодотворения, ферментов, минеральных веществ, витаминов, эндокринологии, микробиологии, стимуляции, стабильных изотопов, радиохимии, химизации животноводства, а также кабинет электронной микроскопии, фото кабинет, бюро научно-технической информации, библиотека, физиологический двор, виварий, экспериментальное хозяйство, отдел технического обслуживания[6]. Институт становится ведущим научно-исследовательским центром страны по разработке физиологических и биохимических основ развития животноводства, подготовки научных кадров по физиологии, биохимии и микробиологии сельскохозяйственных животных и координации научно-исследовательских работ по этим отраслям науки.
Первым директором института был академик ВАСХНИЛ Николай Александрович Шманенков. Под его руководством институт завоевал огромный авторитет в отечественной и мировой науке. Истинными энтузиастами своего дела были в те годы ведущие ученые института: Н. В. Курилов — член-корреспондент ВАСХНИЛ, профессор, заведующий лабораторией, А. А. Журавлев — профессор, доктор наук, заведующий лабораторией, Е. А. Надальяк — заместитель директора, доктор наук, профессор, заведующие лабораториями доктора наук А. Н. Комаров, В. П. Радченков, И. К. Медведев.
По мере улучшения материально-технической базы, отработки методов исследований и повышения научного потенциала институт начинает решать новые сложнейшие задачи по изучению обменных процессов с использованием стабильных и радиоактивных изотопов, электрофоретических методов, газожидкостной хроматографии, электронной микроскопии. На базе института впервые была проведена пересадка сердца теленку. С 1975 года после двадцатипятилетнего запрета в СССР были возобновлены работы по биотехнологии в животноводстве. Коллектив ВНИИФБиП активно подключился к исследованиям хирургических методов трансплантации эмбрионов. Всего через два года в 1977 году институтом был получен первый в СССР теленок-трансплантант (лаборатория профессора М. И. Прокофьева).
В институте зародилось одно из перспективных научных направлений биотехнологии — создание препаратов для повышения продуктивности животноводства при снижении расхода кормов и уменьшении затрат труда. Лаборатория иммунобиотехнологии (заведующий лабораторией профессор В. А. Галочкин) создает новое органическое соединения — селенопиран. На основе пролонгированной формы селенопирана и жирорастворимых витаминов в институте синтезированы минерально-витаминные смеси, способствующие улучшению воспроизводительной функции коров и быков-производителей, повышению молочной продуктивности и резистентности новотельных коров, телят, ремонтных бычков, свиноматок, поросят, цыплят-бройлеров и кур-несушек.
Созданная в институте операционная, оборудованная по последнему слову техники, позволяет проводить самые современные операции повышенной сложности на животных. Отработанная методика наложения фистул у жвачных животных (заведующий лабораторией профессор Е. Л. Харитонов) позволила оперативно получать количественные данные об образовании и превращении отдельных метаболитов, синтезе микробного белка в преджелудках, секреторной деятельности пищеварительных желез.
В последние годы серьезные достижения получены в генетической инженерии. Впервые удалось ввести в геном мышей и кроликов генно-инженерную конструкцию, включающую человеческие гены (заведующий лабораторией профессор В. П. Рябых). Такая модификация позволила получить кроликов, дающих молоко с белком человека лактоферрином. Созданное биологически активное вещество применяется для формирования иммунитета и необходимо для выживания и развития ослабленных младенцев.

## Структура
На 2016 год в состав института входят девять научных подразделений: восемь научно-исследовательских лабораторий и научно-организационный отдел.
Решение научно-исследовательских вопросов возложено на коллективы следующих лабораторий:
- иммунобиотехнологии;
- энергетического питания;
- регуляции обмена веществ и продуктивности животных;
- физиологии пищеварения и межуточного обмена;
- белково-аминокислотного питания;
- клеточной и генной инженерии;
- биотехнологии микроорганизмов.

Основные направлениях работ научно-организационного отдела института включают вопросы системной биологии, а также структурно-функционального анализа и моделирования обменных процессов и продуктивных функций животных в регуляции метаболизма и продуктивности животных.
В составе института девять вспомогательных подразделений: редакционно-издательская группа, патентный отдел, хозяйственная служба, виварий, гараж и др.
В фонде научной библиотеке ВНИИФБиП представлены основные отрасли естествознания: физиология, биохимия, генетика, животноводство, химия, молекулярная биология, микробиология, биофизика, микробиология. Книжный фонд соответствует Международной универсальной классификации. Разработан справочно-поисковый аппарат, включающий 210 тыс. описаний.
Согласно приказу Минобрнауки России от 11.09.2017 г № 906/нк деятельность диссертационного совета ВНИИФБиП прекращена.
Прием в аспирантуру осуществляется по специальностям: биохимия, физиология, биотехнология (в том числе бионанотехнологии) и кормопроизводство, кормление сельскохозяйственных животных и технология кормов.
С 2010 года в институте на постоянной основе работает Совет молодых ученых.
По данным официального сайта института на 2014 год[15] число сотрудников — 140 человек. В институте работают 60 ученых, в их числе 1 академик, 45 докторов и кандидатов наук, 22 профессора, доцента и старшего научного сотрудника. В составе института: 1 лауреат премии Правительства РФ в области науки и техники, 3 заслуженных деятеля науки РФ. Число обучающихся в аспирантуре — 14 человек.

## Руководители
- 1960—1979: д.б.н., профессор, академик ВАСХНИЛ Николай Александрович Шманенков.
- 1979—1985: д.б.н., член-корреспондент ВАСХНИЛ, заслуженный деятель науки РФ, профессор Валерий Иванович Георгиевский.
- 1985—1987: д.б.н., профессор Алексей Васильевич Архипов.
- 1987—2010: д.б.н., профессор, заслуженный деятель науки РФ, академик РАСХН Борис Дмитриевич Кальницкий.
- 2010—2017: к.б.н. Александр Сергеевич Ушаков[15].
- с 2017: д.б.н., профессор Евгений Леонидович Харитонов.

## Современные исследования
В настоящее время институт проводит фундаментальные, поисковые и прикладные научные исследования по следующим направлениям:
- физиология, биохимия и питание домашних и сельскохозяйственных животных и птиц;
- разработка новых подходов к решению проблем клинической ветеринарии, биомедицины, биотехнологии и контроля качества продуктов животноводства;
- получение трансгенных животных;
- получение трансгенных организмов — продуцентов биологически активных белков фармакологического и диагностического назначения;
- получение эмбриональных стволовых клеток человека и животных;
- культивирование клеток и тканей человека и животных;
- генетическая и клеточная инженерия;
- клонирование животных;
- выделение, культивирование и изучение микроорганизмов;
- разработка новых подходов к повышению эффективности животноводческого производства с применением рекомбинантных пробиотических препаратов;
- изучение оппортунистических вирусных и бактериальных инфекций сельскохозяйственных животных, оценка их влияния на продуктивность, разработка методов мониторинга и защиты от них;
- испытания и анализ в научных областях (микробиологии, биохимии, бактериологии и др.);
- системное моделирование биологических процессов.

## Научные школы
За десятилетия работы в институте сформировались следующие научные школы:
- академика, профессора Николая Александровича Шманенкова: белкового и аминокислотного питания;
- профессора Евгения Александровича Надальяка: обмен энергии;
- профессора Николая Васильевича Курилова: пищеварение жвачных животных;
- профессора Ивана Константиновича Медведева: биохимия и физиология лактации;
- профессора Али Адиловича Алиева: межуточный обмен веществ;
- профессора Николая Григорьевича Григорьева: биосинтез компонентов мяса.

С 90-х годов прошлого столетия институт является базовым по проведению международных конференций, посвященных проблемам биологии в животноводстве. 15-17 сентября 2015 года в Боровске состоялась очередная VI Международная научная конференция «Актуальные проблемы биологии в животноводстве», посвященная 55-летию Всероссийского научно-исследовательского института физиологии, биохимии и питания животных.

## Научные издания
С 2007 года институтом издается журнал «Проблемы биологии продуктивных животных»(ISSN 1996-6733). Ранее журнал имел название «Бюллетень Всесоюзного научно-исследовательского института физиологии, биохимии и питания сельскохозяйственных животных» (ISSN 0366-4902). Тематика журнала: кормление, физиология, биохимия и биотехнология продуктивных животных.